# 严天池墓
严天池墓位于中国江苏省苏州常熟市虞山镇元和村段头浜西北角（原称斜桥），为明代官员、古琴家严澂（号天池）的墓葬，传严澂曾自相墓地于茅山，后因祭扫路远而择葬今址。墓坐东朝西，原设有翁仲、石兽及丙舍等，皆毁，现由墓道、古琴式花岗石碑（1938年由今虞琴社所立，镌文“明代琴宗严天池先生墓碑”）、拜台、罗城和墓堆组成，封土直径4米，高1.5米，后为墓碑，上刻“明严天池先生墓”，1985年重修。

## 图集
- 西侧隔河远景，可见文保碑
- 石碑、拜台及罗城
- 罗城及墓堆